# Fehrbelliner Platz (metropolitana di Berlino)
La stazione di Fehrbelliner Platz è una stazione della metropolitana di Berlino, all'incrocio delle linee U3 e U7.
È posta sotto tutela monumentale (Denkmalschutz).

## Storia
Dal 1968 al 1971, in occasione della costruzione della linea 7, venne eretto al centro della piazza un fabbricato d'ingresso alla stazione, su progetto di Rainer G. Rümmler. Il fabbricato, soprannominato "piattaforma petrolifera" (Bohrinsel), fu disegnato in evidente contrasto di forme e di colori con l'edilizia monumentale che circonda la piazza, risalente al periodo nazionalsocialista.
Nel 2017 il fabbricato esterno venne posto sotto tutela monumentale (Denkmalschutz).

### Fonti
- (DE) Biagia Bongiorno, U-Bahnhof Fehrbelliner Platz (U 7), in Adrian von Buttlar, Kerstin Wittmann-Englert e Gabi Dolff-Bonekämper (a cura di), Baukunst der Nachkriegsmoderne. Architekturführer Berlin 1949–1979, Berlino, Dietrich Reimer Verlag, 2013,  p. 275, ISBN 978-3-496-01486-7.

### Testi di approfondimento
- (DE) Rainer G. Rümmler, U-Bahnhof Fehrbelliner Platz, in Bauwelt, n. 4, 1971,  pp. 139-141, ISSN 0005-6855 (WC · ACNP).
- (DE) Berliner Bauwirtschaft, 1978,  pp. 203-205, ISSN 0405-5535 (WC · ACNP).